# Dipsas lavillai
Dipsas lavillai är en ormart som beskrevs av Scrocchi, Porto och Rey 1993. Dipsas lavillai ingår i släktet Dipsas och familjen snokar. Inga underarter finns listade i Catalogue of Life.
Denna orm förekommer i sydöstra Bolivia, västra Paraguay och norra Argentina. Arten lever i bergstrakter mellan 2800 och 4100 meter över havet. Den vistas i landskapet Gran Chaco. Dipsas lavillai äter sniglar och snäckor. Honor lägger ägg.
För beståndet är inga allvarliga hot kända. Hela populationen anses vara stabil. IUCN listar arten som livskraftig (LC).